# Tovsippa
Tovsippa (Anemone sylvestris) är en art i familjen ranunkelväxter och förekommer naturligt från centrala och östra Europa, österut till Sibirien, Mongoliet och Kina. I Sverige förekommer Tovsippan vild bara på Öland och Gotland, men numera förvildad från trädgårdar på flera platser.

## Synonymer
subsp. sylvestris
- Anemone ochotensis Fisch.
- Anemone alba Juss.
- Oriba sylvestris (L.) Opiz

subsp. ochotensis (Fisch. ex Pritz.) V. V. Petrovsky
- Anemone ochotensis (Fisch. ex Pritz.) Fisch. ex Juz.
- Anemone sylvestris subsp. parviflora (DC.) Soó
- Anemone sylvestris var. ochotensis Fisch. ex Pritz.
- Anemone sylvestris var. parviflora DC.